# Anatolij Marčenko
Anatolij Tichonovič Marčenko (Barabinsk, 23 gennaio 1938 – Čistopol', 8 dicembre 1986) è stato uno scrittore e attivista sovietico per i diritti umani, che è diventato uno dei primi due destinatari (insieme a Nelson Mandela) del Premio Sacharov per la libertà di pensiero, assegnatogli dal Parlamento europeo quando gli fu riconosciuto postumo nel 1988.

## Biografia
Marchenko, originariamente un trivellatore petrolifero di umili origini, si dedicò alla scrittura e alla politica a seguito di diversi episodi di incarcerazione a partire dal 1958, durante i quali iniziò a frequentare altri dissidenti.
Guadagnò fama internazionale nel 1969 grazie al suo libro, My Testimony, un racconto autobiografico scritto dopo il suo arrivo a Mosca nel 1966 alla luce delle sue recenti esperienze nei campi di lavoro e nelle prigioni sovietiche. Dopo una diffusione limitata all'interno dell'Unione Sovietica come samizdat, il libro fece scalpore in Occidente dopo aver rivelato che il sistema di gulag sovietico era continuato dopo la morte di Stalin.
Nel 1968, alla vigilia dell'invasione sovietica della Cecoslovacchia, Marchenko scrisse una lettera aperta prevedendo l'invasione e stigmatizzandola. Arrestato di nuovo, fu rilasciato all'inizio degli anni '70, ma nel 1974 fu interrogato ed esiliato internamente alla stessa URSS, nell'Oblast' di Irkutsk.
Nel 1976, Marchenko divenne uno dei membri fondatori del Gruppo Helsinki di Mosca, prima di essere nuovamente arrestato e imprigionato nel 1981, dove continuò a scrivere per tutto il periodo della sua prigionia, pubblicizzando il destino dei prigionieri politici sovietici.
Dopo aver trascorso circa 20 anni in tutto in prigione e in esilio interno, versava nella condizione propria dei "prigionieri perpetui" dell'Unione Sovietica.
Anatoly Marchenko è morto all'età di 48 anni nell'ospedale della prigione di Čistopol', a seguito di uno sciopero della fame di tre mesi il cui obiettivo era il rilascio di tutti i prigionieri di coscienza sovietici. La diffusa protesta internazionale per la sua morte fu un fattore importante nel spingere l'allora segretario generale sovietico Michail Gorbačëv a varare l'amnistia su larga scala dei prigionieri politici nel 1987.

## Opere
- Anatolij Marčenko (traduttore Michael Scammell), La mia testimonianza (Dutton, New York, 1969)
- Anatolij Marčenko (a cura di Joshua Rubenstein ), Da Tarusa alla Siberia (Strathcona, Michigan, 1980)
- Anatolij Marčenko, (traduttore Paul Goldberg), Vivere come tutti (Henry Holt & Co., New York, 1989)
- Anatolij Marčenko , Some are more equal than others. Society. 17 (4): 9–11 (maggio 1980)